# The Blind
The Blind (también conocida como The Blind: The True Story of the Robertson Family) es una película biográfica cristiana estadounidense de 2023 dirigida por Andrew Hyatt, quien coescribió el guion con Stephanie Katz. La película detalla la vida de Phil Robertson y su familia desde su infancia hasta 1985.

## Reparto
- Aron von Andrian como Phil Robertson
  - Ronan Carroll y Matthew Erick White interpretan versiones más jóvenes de Phil.
- Amelia Eve como Kay Robertson
  - Las versiones más jóvenes de Kay son interpretadas por Scarlett Abinante y Brielle Robillard.
- Connor Tillman como Big Al Bolen
- John Ales como Pastor Smith
- Kerry Knuppe como Merritt Robertson
- Aaron Dalla Villa como Si Robertson
  - Las versiones más jóvenes de Si son interpretadas por Brasher Russell y Grant Davidson.
- Emily DeForest como Jan
  - Las versiones más jóvenes de Jan son interpretadas por Ezra DuVall y Sofia Sorano Xavier.
- Clint James como James Robertson
- Whitney Goin como Wanita Carroway
- Tom McCafferty como Willie Carroway
- Jackson Dean Vincent como Alan Robertson
- Sawyer Jesse Mixon como Jase Robertson

## Producción
La película se rodó en Shreveport, Luisiana, a principios de 2022. Korie Robertson actuó como productora, mientras que Willie Robertson fue productor ejecutivo.

## Estreno
La película se estrenó en cines el 28 de septiembre de 2023.